# شیپ آو دیسپیر

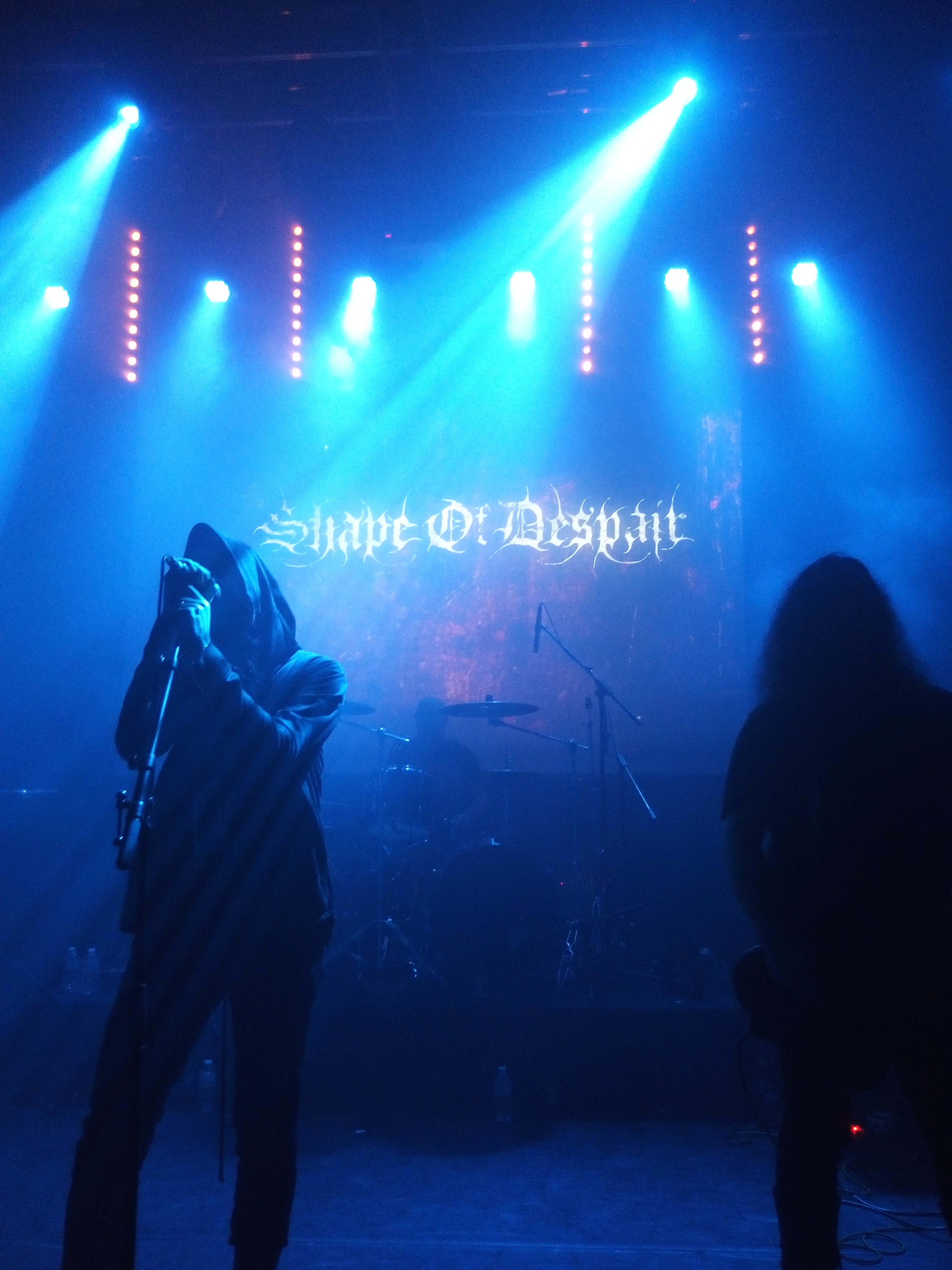

شِیپ آو دیسپِیر (به انگلیسی: Shape of Despair) نام یگ گروه موسیقی فیونرال دوم متال از کشور فنلاند است. این گروه در سال ۱۹۹۵ با نام Raven (غراب) شکل گرفت و در سپتامبر سال ۱۹۹۸ نامشان را تغییر دادند. موسیقی این گروه بسیار آهسته، اتموسفوریک و اندوه‌بار است.
مدت زمان آهنگ‌های این گروه عمدتاً طولانی و متوسط حدود ده دقیقه‌است، از لحاظ شعر همانطور که از نام گروه پیداست، در ارتباط با تنهایی، خودشناسی، بیگانگی و بیزاری و درد است و همانند برخی گروه‌های دیگر در سبک متال، از آثار لاوکرفت نیز تا حدودی تاثیر گرفته‌اند.

## اعضای کنونی گروه
- Henri Koivula - خواننده (۲۰۱۱–تا به امروز)
- Natalie Safrosskin - خواننده زن (۱۹۹۸–تا امروز)
- Jarno Salomaa - کیبرد و گیتار لید (۱۹۹۸–تا به امروز)
- Tomi Ullgren - گیتار ریتم (۱۹۹۸–تا به امروز)، بیس (استودیو) (۱۹۹۸–۲۰۰۴)
- Samu Ruotsalainen - درام (۱۹۹۹–تا به امروز)
- Sami Uusitalo - بیس (۲۰۰۴–تا به امروز)

## آلبوم‌ها
| نام آلبوم                          | سال عرضه | نوع آلبوم      |
| Shades of...                       | ۲۰۰۰     | استودیویی      |
| Angels of Distress                 | ۲۰۰۱     | استودیویی      |
| Illusion's Play                    | ۲۰۰۴     | استودیویی      |
| Shape of Despair                   | ۲۰۰۵     | گردآوری شده    |
| Written in My Scars                | ۲۰۱۰     | آلبوم چندآهنگه |
| Shape of Despair / Before the Rain | ۲۰۱۱     | مشترک          |